# 多治見市制記念花火大会
多治見市制記念花火大会（たじみしせいきねんはなびたいかい）は、岐阜県多治見市で例年7月下旬または8月上旬に開催される花火大会。

## 概要
1940年（昭和15年）8月1日に多治見町が市制施行して多治見市が発足したことを記念して開催される花火大会である。市制施行日（8月1日）に一番近い日曜日に開催される。
戦後、市制施行の記念日には様々な催しが開かれるようになり、1948年（昭和23年）に多治見市振興会によって「煙火大会」が開催された。花火大会は昭和40年代に中止となったが、1978年（昭和53年）に多治見青年会議所（多治見JC）により復活する。2024年現在、主催は多治見市制記念花火大会実行委員会、岐阜新聞、岐阜放送が後援する。
岐阜県内で岐阜新聞及び岐阜放送が主催（または後援）する花火大会、「岐阜新聞・岐阜放送花火シリーズ」の一つである。
多治見市制記念花火大会の当日は、市民の有志が中心となって企画・運営される夏まつり「みんなでてりゃあ夏まつり」も開催される。

## 開催場所
- 土岐川河畔

陶都大橋と国長橋の間が打ち上げ場所になり、

## 交通アクセス

### 公共交通機関
- JR中央本線・太多線多治見駅下車、徒歩約15分。

### 自動車
- 当日は多治見駅周辺の施設の駐車場の他、多治見市立昭和小学校及び多治見市立養正小学校に臨時駐車場が設置される。